# Wożuczyn-Cukrownia
Wożuczyn-Cukrownia (prononciation [vɔˈʐut͡ʂɨn t͡suˈkrɔvɲa]) est un village de la gmina de Rachanie, du powiat de Tomaszów Lubelski, dans la voïvodie de Lublin, situé dans l'est de la Pologne.
Il se situe à environ 4 kilomètres au nord-est de Rachanie (siège de la gmina), 17 kilomètres au nord-est de Tomaszów Lubelski (siège du powiat) et 106 kilomètres au sud-est de Lublin (capitale de la voïvodie).
Le village comptait une population de 789 habitants en 2008.

## Administration
De 1975 à 1998, le village est attaché administrativement à l'ancienne voïvodie de Zamość.

Depuis 1999, il fait partie de la nouvelle voïvodie de Lublin.